# Coisetan
Der Coisetan (im Oberlauf Coisin genannt) ist ein kleiner Fluss in Frankreich, der in der Region Auvergne-Rhône-Alpes verläuft. Er entspringt beim Ort Maltaverne im Gemeindegebiet von Châteauneuf, entwässert generell Richtung Südwesten und mündet nach rund 19 Kilometern im Gemeindegebiet von Pontcharra als rechter Nebenfluss in den Bréda, der selbst etwa 70 Meter weiter die Isère erreicht. Der Coisetan fließt großteil im Département Savoie und erreicht erst im Mündungsabschnitt das Département Isère.
Bei Sainte-Hélène-du-Lac durchquert der Fluss den gleichnamigen See Lac de Sainte-Hélène und ändert dort seinen Namen von Coisin auf Coisetan. Knapp vor der Mündung quert er auch die Bahnstrecke Grenoble–Montmélian.

## Orte am Fluss
(Reihenfolge in Fließrichtung)
- Maltaverne, Gemeinde Châteauneuf
- Le Coisin, Gemeinde Coise-Saint-Jean-Pied-Gauthier
- Hauteville
- Coise, Gemeinde Coise-Saint-Jean-Pied-Gauthier
- Villard Siard d’en Bas, Gemeinde Villard-d’Héry
- Saint-Jean-Pied-Gauthier, Gemeinde Coise-Saint-Jean-Pied-Gauthier
- Saint-Pierre-de-Soucy
- Sainte-Hélène-du-Lac
- Les Mollettes
- Laissaud
- Pontcharra

## Sehenswürdigkeiten
- Kirche Saint-Jean-Baptiste aus dem 15. Jahrhundert in Saint-Jean-Pied-Gauthier – Monument historique[4]